# Bartłomiej Macieja
Bartłomiej Macieja (ur. 4 października 1977 w Warszawie) – polski szachista, arcymistrz od 1999, indywidualny mistrz Europy z 2002, wielokrotny medalista mistrzostw Polski w szachach.

## Kariera szachowa

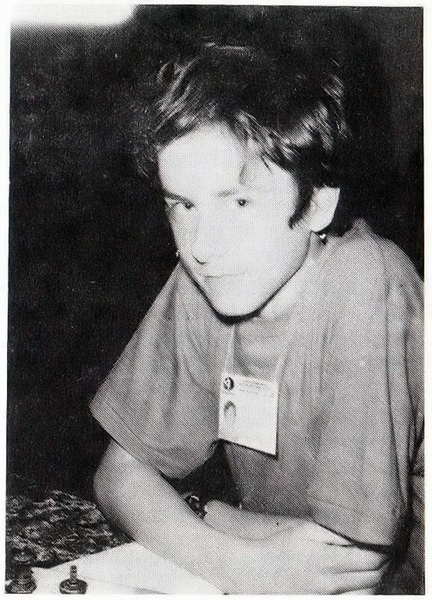
Bartłomiej Macieja, MŚ do 14 lat, Warszawa 1991

W 1991 zdobył w Warszawie brązowy medal mistrzostw świata juniorów do 14 lat (za Marcinem Kamińskim i Helgi Ássem Grétarssonem). W 1993 zwyciężył (wspólnie z Jackiem Gdańskim) w turnieju Cracovia 1993 w Krakowie, w 1994 został mistrzem Polski w kategorii do 18 lat, w 1995 zwyciężył w międzynarodowym turnieju w Zlinie, a w 1996 – w Budapeszcie (turniej First Saturday FS02 GM). W 1996 ukończył II Liceum Ogólnokształcące im. Stefana Batorego w Warszawie. W 1998 podzielił I m. (wspólnie z Liviu-Dieterem Nisipeanu, Vlastimilem Babulą i Zoltanem Almasim) w turnieju strefowym (eliminacji mistrzostw świata) w Krynicy, natomiast w 2000 powtórzył to osiągnięcie (wspólnie z Jozsefem Pinterem, Aleksandrem Czerninem, Pawłem Blehmem i Władysławem Niewiedniczym) w kolejnym turnieju strefowym, rozegranym w Budapeszcie. Również w 2000 zwyciężył (wspólnie z Jirim Stockiem) w Preszowie. W 2001 triumfował na Bermudach oraz podzielił I m. (wspólnie z Janem Timmanem) w otwartym turnieju w Curaçao. Największy sukces w karierze osiągnął w 2002, zdobywając w Batumi tytułu indywidualnego mistrza Europy. W tym samym roku pokonał 5:3 Judit Polgár w rozegranym w Budapeszcie meczu szachów szybkich. W 2003  podzielił II m. (za Aleksiejem Szyrowem, wspólnie z Wiktorem Korcznojem) w Reykjavíku oraz ponownie zwyciężył w Curaçao, a w 2005 – na Bermudach. W 2006 zajął II m. (za Ivanem Ivaniseviciem) w memoriale Borislava Kosticia, natomiast w 2007 podzielił I m. w Grodzisku Mazowieckim. W 2008 zwyciężył (wspólnie z Loekiem Van Wely) w niewielkim, ale silnie obsadzonym turnieju w Wolvedze. W 2009 podzielił I m. w kołowym turnieju w Oslo (wspólnie z Aloyzasem Kveinysem, Emanuelem Bergiem, Jonem Ludvigiem Hammerem i Leifem Johannessenem) oraz zwyciężył w Ciudad Bolivar. W 2010 podzielił I miejsca w II Międzynarodowym Arcymistrzowskim Turnieju Szachowym im. Unii Lubelskiej w Lublinie (wspólnie z Borysem Graczewem i Mateuszem Bartlem) oraz w V Międzynarodowym Turnieju Szachowym Klubu „Polonia” we Wrocławiu (wspólnie z Radosławem Wojtaszkiem), natomiast w 2011 zwyciężył w meksykańskim mieście León oraz w otwartym turnieju we Wrocławiu, podzielił również I m. (wspólnie z Lázaro Bruzónem Batistą i Siergiejem Tiwiakowem) w Bogocie. W 2012 samodzielnie zwyciężył w Meksyku. W 2014 podzielił I m. w turniejach w Santa Clarze(wspólnie m.in. z Antonem Kowalowem i Samuelem Shanklandem), Dallas (wspólnie z Warużanem Akobianem) oraz Warszawie (memoriał Mieczysława Najdorfa, wspólnie m.in. z Tigranem L. Petrosjanem, Władimirem Fiedosiejewem i Michałem Krasenkowem), jak również zwyciężył w Greensboro.
Wielokrotnie (debiut: 1992) startował w turniejach o indywidualne mistrzostw Polski seniorów, w 2004 zdobywając w Warszawie złoty medal. Pięć lat później, w 2009 w Chotowej ponownie okazał się najlepszy. W swoim dorobku ma również cztery medale srebrne (1998, 2002, 2008, 2012) i dwa brązowe (1999, 2000). Czterokrotnie startował w mistrzostwach świata FIDE systemem pucharowym:
- 1999 Las Vegas – w I rundzie pokonał Wadima Miłowa, natomiast w II rundzie przegrał z Rafaelem Leitao,
- 2000 Nowe Delhi – w pierwszych trzech rundach zwyciężył Jonathana Speelmana, Michała Krasenkowa oraz Aleksandra Bielawskiego i awansował do najlepszej szesnastki świata. W IV rundzie mistrzostw przegrał ze zwycięzcą turnieju Viswanathanem Anandem,
- 2001 Moskwa – w I rundzie pokonał Borysa Awrucha, natomiast w II rundzie przegrał z Wasilim Iwanczukiem,
- 2004 Trypolis – w I rundzie przegrał z Sarunasem Sulskisem.

Poza tym, w latach 2002, 2005 i 2007 uczestniczył w turniejach o Puchar Świata, najlepszy wynik uzyskując w 2007, kiedy po pokonaniu Viktora Laznicki i Tejmura Radżabowa awansował do grona 32 najlepszych szachistów tego turnieju (w 1/16 finału przegrał – po dogrywce – z Krishnanem Sasikiranem).
Wielokrotny reprezentant Polski w rozgrywkach drużynowych, m.in.:
- siedmiokrotnie na olimpiadach szachowych (w latach 1998, 2000, 2002, 2004, 2006, 2010, 2012); medalista: indywidualnie – srebrny (2012 – na V szachownicy)[14]
- czterokrotnie na drużynowych mistrzostwach Europy (w latach 1999, 2003, 2009, 2011); medalista: indywidualnie – srebrny (2003 – za wynik rankingowy)[15].

Jest wielokrotnym medalistą drużynowych mistrzostw Polski (reprezentując klub „Polonia” Warszawa): dwunastokrotnie złotym (z lat 1996, 1999–2006, 2009, 2011, 2012), pięciokrotnie srebrnym (1992, 1993, 1997, 1998, 2007) oraz dwukrotnie brązowym (1995, 2008), jak również trzykrotnym zdobywcą drużynowego Superpucharu Polski (2001, 2003, 2004). W barwach tej drużyny pięciokrotnie wywalczył wicemistrzostwo Europy drużyn klubowych (1997, 1999, 2001, 2003 i 2005), raz sięgając po medal brązowy (2002).
Najwyższy ranking w dotychczasowej karierze osiągnął 1 stycznia 2004, z wynikiem 2653 punktów zajmował wówczas 40. miejsce na światowej liście FIDE, jednocześnie zajmując 1. miejsce wśród polskich szachistów.

## Życie prywatne

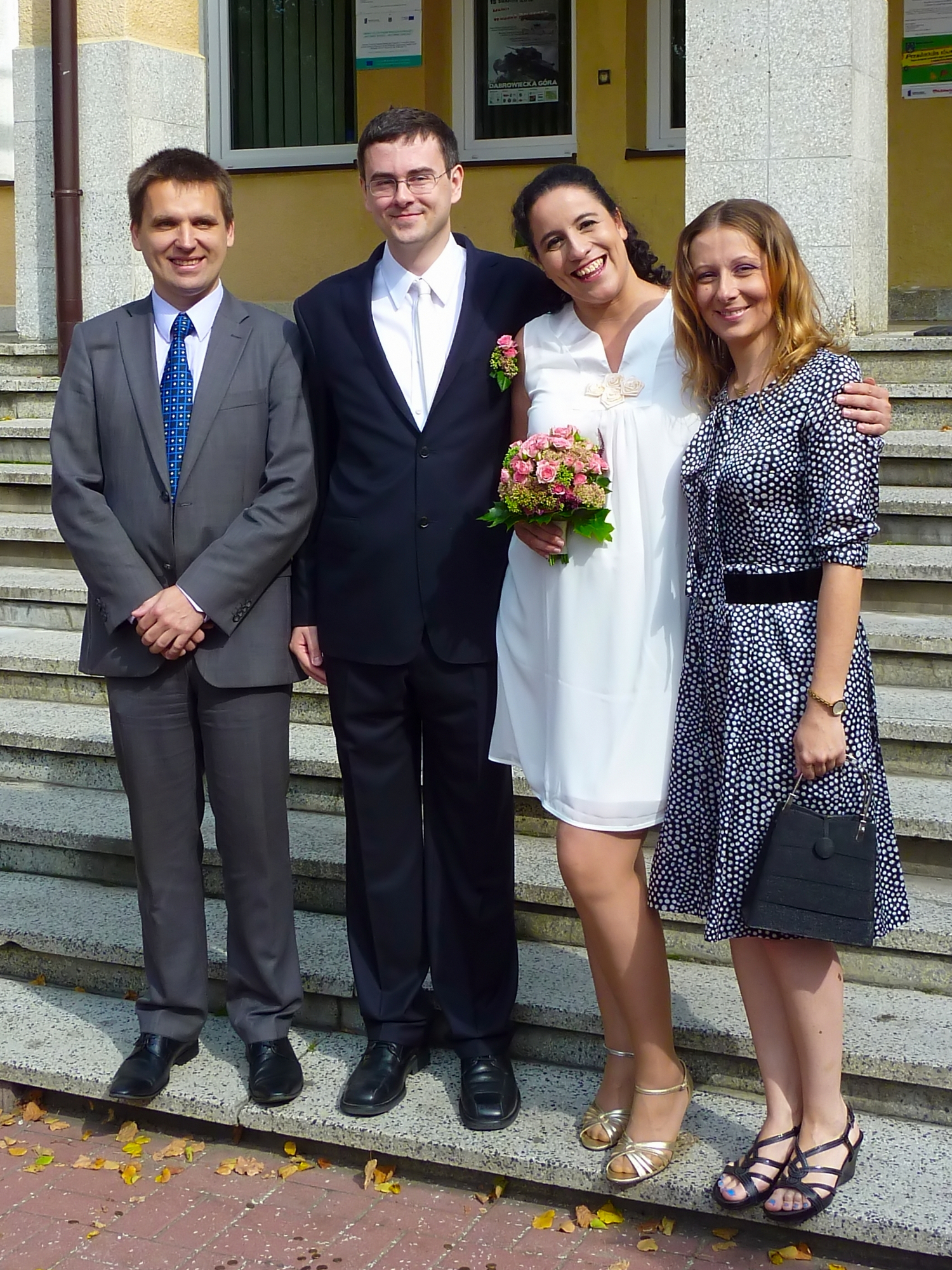
Alejandra Guerrero Rodríguez i Bartłomiej Macieja wraz ze świadkami ślubu

18 sierpnia 2012 zawarł w Celestynowie związek małżeński z meksykańską mistrzynią międzynarodową Alejandrą Guerrero Rodríguez, świadkami na ślubie byli arcymistrzowie Monika i Bartosz Soćkowie.
Obecnie mieszka w Brownsville w Teksasie, gdzie wykłada na Uniwersytecie Teksańskim.

## Inne informacje
- jego trenerami byli Tomasz Lissowski, Adam Umiastowski, Romuald Grąbczewski, Robert Bugajski, Józef Pietkiewicz, Michaił Kisłow(inne języki), Ratmir Chołmow i Witalij Cieszkowski
- jako pierwszy zawodnik urodzony w Polsce przekroczył granicę 2600 punktów rankingowych ELO (w kwietniu 2001)
- grał z 7 mistrzami świata: A. Karpowem, G. Kasparowem, A. Chalifmanem, V. Anandem, R. Ponomariowem, R. Kasimdżanowem i W. Topałowem
- współautor książki Zagadka Kieseritzky’ego (wraz z Tomaszem Lissowskim)
- wybrany przez Gazetę Wyborczą w plebiscycie Ludzie roku 2000
- 2000 i 2002 – wybrany do grona 10 najlepszych sportowców Warszawy
- 2002 – wybrany do grona 30 najlepszych sportowców Polski
- w latach 2004–2007 – Sekretarz Stowarzyszenia Szachowych Zawodowców (ACP)
- w 2007 otrzymał podczas turnieju w Armenii złoty medal Tigrana Wielkiego za „inspirujący wysiłek w rozwój szachów na świecie i za uczestnictwo w Międzynarodowym Turnieju Szachowym Lake Sevan 2007”.
- hobby: komputer, Internet, koszykówka, tenis stołowy, tenis ziemny